# Istoria Marocului

Stema Regatului Maroc

Excluzând Antichitatea clasică, istoria modernă a Marocului se întinde pe circa 12 secole. Cu toate acestea populația originală a Marocului, berberii, au ajuns aici cu mai bine de 5000 de ani în urmă. În Antichitate diverse popoare au locuit aici printre care: 
fenicieni, cartaginezi, romani, vandali, bizantini, iar mai apoi arabii umayyazi au cucerit această regiune în secolul VII, aducând limba lor, sistemul lor de guvernare și islamul, la care mulți dintre berberi încet s-au convertit, mai ales după ce arabii s-au retras.
Primul stat arab independent a luat naștere pri 788 sub conducerea lui Idris I .care scoate țara de sub dominația Califatului arab, astfel, creându-se din acest moment un stat independent sau cu o autonomie sporită pe aproape întreg parcursul istoriei sale. .Prima denumire a statului a fost Maghreb el-Aqça, care în traducere înseamnă Maghreb-ul exterior. Sub dinastiile Almoravid și Almohad acest stat a dominat Maghrebul și Spania musulmană. Reconquista a pus capăt dominației dinastieit Almohad în Peninsula Iberică și mulți musulmani și evrei au migrat în Maroc.
Următoarea dinastie: Saadi ș-a consolidat puterea luptând împotriva invadatorilor portughezi și otomani. Domnia lui Ahmad al-Mansur a adus o nouă înflorire și un prestigiu crescut sultanatului, care inițiază acum și o invazie împotriva Imperiului Songhai. Cu toate acestea, gestionarea teritoriilor în întreaga Sahară s-a dovedit a fi dificilă. După moartea lui Al-Mansur țara a fost împărțită între fiii săi. În 1666 sultanatul a fost reunit de dinastia Alaouite, care este de atunci casa de guvernământ în Maroc. În perioada urmîtoare se remarcă ca și conducîtor Ismail Ibn Sharif care reușește să tină piept englezilor la Tanger (1684) și spaniolilor la Larache (1689). Dinastia Alaouite sa remarcat în secolul al XIX- lea, prin menținerea independenței Marocului în timp ce alte state din regiune au cedat în fața intereselor europene. În 1912, a fost semnat Tratatul de la Fez care a dus la împărțirea Marocului în două protectorate aflate unul sub dominație franceză, iar celălalt sub înfluență spaniolă. În 1956, după 44 de ani de ocupație, Marocul își recâștigă independența de Franța devenind Regatul Maroc.

## Preistoria

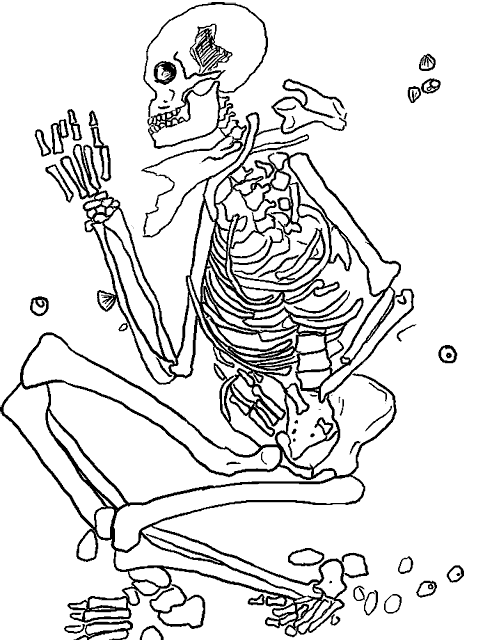
Reprezentare a modului de înhumare în cultura Capsian

Urme de locuire a le hominizilor pe teritoriul actual al Marocului datează de acum aproximativ 400 000 de ani, după cum o demonstrează oasele fosilizate descoperite în 1971. O altă descoperire di 1991 făcută la Jebel Irhoud atestă existența aici a unor homo sapiens acum 160 000 de ani. Foarte importantă este și descoperirea făcută la Taforalt în 2007, a unor mărgele perforate di cochilie de scoică datând de acum 82 000 de ani ceea ce le face cele mai vechi podoabe descoperite vreodată pe glob. În perioadă mezozoică Magrebul era mai puțin arid ca acum semănând mai mult cu o savană pe alocuri cu păduri, fiind o zonă foarte prielnică pentru primii culegători și vânători. În această perioadă s-a dezvoltat aici o populație unitară din punct de vedere etnic și lingvistic, berberii, care a culminat cu o cultură neolitică superioară, cultura Capsian. Studiile genetice moderne demonstrează că grupul etnic primar al populației din Maroc au fost berberii împreună cu un mic procent de iberici și africani sud-saharieni. La sud de lanțul muntos în Sahara de azi predomina o savană vastă care a permis dezvoltarea acum 8 000 de ani au unei culturi înfloritoare de vânători și crescători de animale, care a disparut odată cu schimbarea climatică din zonă acum 6 000 de ani.Regiunea de coastă a susținut o cultură neolitică comună întregului litoral al Mării Mediterane.

## Antichitatea

### Fenicienii și cartaginezii
Comercianții fenicieni au ajuns în vestul mediteranei prin secolul al XII-lea î.e.n. înființând depozite de sare și de minereu de-a lungul coastei și pe râurile interioare. Sosirea fenicienilor a marcat începutul a mai multe secole de dominație a puterilor străine pentru partea de nord a Marocului. Cele mai importante așezări feniciene din Maroc au fost Chellah, Lixus și Mogador, ultima datând din secolul al VI-lea î.e.n. 
Cartagina a dezvoltat de timpuriu relații comerciale cu triburile berbere din interior și le plătea acestora un tribut anual pentru a asigura cooperarea lor în exploatarea materiilor prime.
Prin secolul 5 î.Hr., Cartagina ș-a extins hegemonia în mare parte din Africa de Nord.
Începând secolul al II-lea î.e.n. iau naștere o serie de regate berbere mai mult sau mai puțin durabile.

### Căderea Cartaginei (146 î.e.n.)
Roma în Magreb - Încă din secolul al III-lea î.e.n., cartaginezii și romanii s-au înfruntat în războiaele punice. Cele două puteri mediteraneene au adunat, pe rând, înfrângeri zdrobitoare și victorii răsunătoare. Apogeul conflictului îl va constitui confruntarea dintre cei doi eroi care au marcat vremurile în care au trăit, cartaginezul Hannibal și romanul Scipio, zis Africanul. Mai multe decenii de înfruntări vor conduce la victoria Imperiului Roman ca urmare a capacității sale de a rezista pe termen lung și a sprijinului prețios oferit de aliații nord-africani. Astfel, Massinissa, rege al Numidiei, va contribui la eșecul lui Hannibal în momentul în care acesta era aproape de victorie. A primit, în acest scop, sprijinul regelui maurilor, Baga care, în schimb, dorea să-și extindă teritoriile. Dar distrugerea Cartaginei a consacrat superioritatea Romei care, din acel moment, a inițiat o serie de cuceriri în Africa de Nord.

### Revolta lui Tacfarinas (17-24 e.n.)
Ostilitatea berberă - Devenită un imperiu la sfârșitul primului secol e.n., lumea romană se confruntă cu o creștere a contestării autorității sale. În Africa de Nord, un șef berber numit Tacfarinas instigă la revoltă triburile berbere de la Vest la Est, din regatul maurilor până în Numidia. Pentru romani, acestă revoltă este o anticipare tristă a ceea ce îi va aștepta după anexarea Mauritaniei. Deoarece, Tacfarinas și oamenii săi, chiar dacă nu au câștigat victorii decisive, au rămas o amenințare constantă grație tacticii lor de repliere în zonele muntoase. Chiar dacă rămâne un model al rezistenței berbere comparat, chiar și în zilele noastre, de către amazigh cu eroul rifan Abdelkrim el Khattabi, Tacfarinas a fost, în mod paradoxal, mai bine ilustrat în lucrările marilor autori romani sau greci.

### Mauritania Tingitană (40-42 e.n.)
Moartea lui Ptolemeu, din Mauritania, în anul 40 e.n., asasinat de romani, pune capăt dinastiei Ptolemeilor, fondată în Egipt în secolul IV î.e.n., de un general din armata lui Alexandru cel Mare. Sarcina de reorganizare administrativă a Mauritaniei îi revine împăratului Claudiu (41 - 54 e.n.). Acesta decide să o împartă în două provincii: la vest, Tingitană (Marocul actual) iar la est (pe teritoriul Algeriei actuale) Cezariană.
Odată cu înăbușirea revoltei lui Aedemon, Roma deschide, începând cu anul 42 e.n., o nouă eră în Maroc unde influența sa va fi resimțită esențial în orașe. Volubilis este orașul care păstrează, până în zilele noastre, urma cea mai puternică a prezenței romane.

### Edictul lui Caracalla (212 e.n.)[8]
Una dintre realizările importante ale împăratului roman Caracalla (211-217 e.n.) constă în legea pe care a promulgat-o în 212. Edictul lui Caracalla (în latină: Constitutio Antoniniana) oferă cetățenia romană tuturor oamenilor liberi de pe cuprinsul imperiului. Sclavii erau excluși. La fel ca și celelalte provincii romane, Mauritania Tingitană este și ea afectată de acest edict. Iar în această regiune, mai exact în orașul antic Volubilis, va fi edificat mai târziu un arc de triumf în onoarea împăratului Caracalla. Ruinele acestui monument s-au păstrat până în zilele noastre. Această lege a pus capăt unei discriminări ancestrale. Actul reprezenta totodată o decizie politică destinată, mai presus de orice, să crească popularitatea împăratului pe cuprinsul unui imperiu devenit greu de stăpânit.

### Atacurile vandalilor (429 e.n)
Regele vandal Genseric va înfrânge rezistența Imperiului Roman, încă puternic în pofida declinului început cu câteva secole înainte. Genseric și-a început campania de cucerire a Africii cu Mauritania Tingitană, la Ceuta, în anul 429 e.n. Timp de 10 ani, până la cucerirea Cartaginei în 439, Genseric și trupele sale au prădat orașele de coastă din nordul Africii. Invaziile barbare se succed până la porțile Romei care va fi jefuită în 465. Acestea dau anticului oraș lovitura de grație și pun capăt rămășițelor Imperiului Roman de Apus. Eliberarea Marocului va veni din Răsărit, de la Constantinopole. Generalul Belisarie, personaj-cheie al cuceririi bizantine întreprinse sub împăratul Iustinian I cel Mare, eliberează fosta Mauritanie Tingitană din mâinile vandalilor, după ce eliberase deja Cartagina.